# Bandiera del Québec
La bandiera del Québec, chiamata le fleurdelisé, fu adottata dal governo provinciale durante l'amministrazione di Maurice Duplessis. Fu mostrata per la prima volta il 21 gennaio 1948, nel parlamento del Québec nella città di Québec, fino a quel momento era l'Union Flag britannica che campeggiava su tutte le sedi istituzionali del Quebec.
La bandiera ha sfondo azzurro con quattro gigli bianchi divisi da una croce bianca.
Il simbolo del giglio e il colore bianco della croce derivano dalla bandiera del Regno di Francia, lo sfondo azzurro con i quattro gigli deriva da una bandiera che si racconta fosse portata dalla milizia franco-canadese del generale Luis-Joseph de Montcalm che vinse la battaglia di Carillon.
La bandiera azzurra con i quattro gigli era simbolo di purezza e originariamente rappresentava la Vergine Maria.

## Storia

Il tricolore verde, bianco e rosso utilizzato dal Parti patriote tra il 1832 e il 1838

Il desiderio degli abitanti del Quebec per una bandiera distintiva era di vecchia data. Altre bandiere che erano state usate includevano la bandiera Parti Patriote (un tricolore orizzontale verde, bianco e rosso, che divenne la bandiera della Società di San Giovanni Battista), nonché il tricolore francese.
Il diretto predecessore del moderno Fleurdelisé fu creato da Elphège Filiatrault, un parroco di Saint-Jude, Quebec. Chiamato Carillon moderne, assomiglia alla bandiera moderna tranne che i gigli si trovano agli angoli, rivolti verso l'interno. Si basava su una bandiera precedente senza croce e con la figura della Vergine Maria al centro.
La bandiera "Carillon" fu issata per la prima volta il 26 settembre 1902 ed è conservata negli archivi di Saint-Hyacinthe, Quebec. Apparve anche un'altra versione, con il Sacro Cuore al centro, ma fu abbandonata nella spinta per la creazione di una nuova bandiera provinciale dopo la Seconda Guerra Mondiale. Le bandiere Carillon venivano usate in modo informale.
Il 26 maggio 1868, la Regina Vittoria approvò lo Primo stemma del Quebec. Una bandiera potrebbe essere stata ideata mettendo lo stemma nel 2º e 4º cantone di una blue ensign (una Union Flag nel cantone e lo stemma del Quebec nella mosca). Tuttavia, sembra che non sia mai stato utilizzato: varie fonti tra cui il sito ufficiale del governo del Quebec riporta che è stata la bandiera dell'Unione a sventolare sul Palazzo del Parlamento fino al 21 gennaio 1948, non il vessillo blu. Inoltre, nel 1938, in occasione dell'apertura di una scuola mineraria in Val-d'Or, la bandiera utilizzata per rappresentare il governo del Quebec era una bandiera d'armi. Ciò è stato fatto per volere del funzionario pubblico Burroughs Pelletier, a cui era stato detto che il Ministero voleva un simbolo ma non era sicuro di cosa dovesse essere usato.
| Vecchie bandiere del Quebec e proposte \| \| \| \| \| \| \| L'Union Flag sventolò dal palazzo del parlamento del Quebec dal 1 Luglio 1867 al 20 Gennaio 1948. \| L'ipotetica bandiera del Quebec basata sulla Blue Ensign \| La Carillon Sacré-Coeur, una bandiera sventolata dai canadesi francofoni di religione cattolica agli inizi degli anni '50 \| L'originale Fleurdelisé usata il 21 Gennaio 1948 \| Le bandiere proposta da Burroughs Pelletier \| |                                                          | |                                                  |                                             |
| |                                                          | |                                                  |                                             |
| L'Union Flag sventolò dal palazzo del parlamento del Quebec dal 1 Luglio 1867 al 20 Gennaio 1948. | L'ipotetica bandiera del Quebec basata sulla Blue Ensign | La Carillon Sacré-Coeur, una bandiera sventolata dai canadesi francofoni di religione cattolica agli inizi degli anni '50 | L'originale Fleurdelisé usata il 21 Gennaio 1948 | Le bandiere proposta da Burroughs Pelletier |